# Prionispa fulva
Prionispa fulva là một loài bọ cánh cứng trong họ Chrysomelidae. Loài này được L. Medvedev miêu tả khoa học năm 1995.